# Siegfried Bergmann
Siegfried Bergmann (* 3. September 1932 in Dresden; † 24. November 2021) war ein deutscher Naturfilmer, Regisseur, Kameramann, Drehbuchautor und Biologe. Er gehörte zu den wichtigsten deutschen Tierfilmern.

## Leben
Nach dem Besuch der Grundschule absolvierte Bergmann von 1947 bis 1950 eine Gärtnerlehre. Anschließend besuchte er bis 1953 die Gartenbaufachschule in Pillnitz. Von 1954 bis 1959 studierte er Biologie an der Friedrich-Schiller-Universität Jena. Bergmann wurde im März 1959 Assistent im DEFA-Studio für populärwissenschaftliche Filme, das vom Pionier des Naturfilms Ulrich Karl Traugott Schulz geleitet wurde. 1959/1960 absolvierte er zusätzlich ein externes Studium an der Deutschen Hochschule für Filmkunst in Potsdam-Babelsberg. Schnell wurde er zum Drehbuchautor, Regisseur und Kameramann. Seine Frau Christine Bergmann stand ihm ab 1970 als Dramaturgin zur Seite. Nach der Deutschen Wiedervereinigung und dem Niedergang der DEFA wurde den Bergmanns gekündigt. Sie kauften die Technik der Biologie-Abteilung und machten sich selbständig. Zunächst in Eigenregie und bald in Zusammenarbeit mit der Redaktion OZON des Ostdeutschen Rundfunks Brandenburg brachten sie weitere Naturfilme heraus.
Siegfried Bergmann starb am 24. November 2021. Ein Nachlass aus technischen Geräten, Kamerazubehör, Requisiten, Tarnanzug, Drehbüchern, Fotos und ähnlichem befindet sich im Filmmuseum Potsdam.

## Schaffen
Bergmanns Werk umfasst etwa 80 Filme. Sein erstes eigenständiges Produkt war 1961 die vierteilige Filmreihe Schülerübungen in Biologie. Sein erster wichtiger Tierfilm Geheimnisse unter der Eischale?, in dem er Forschungsergebnisse der Genetik populär darstellte, entstand 1966. Ein Jahr später erschien mit Blüte und Insekt ein mehrfach preisgekrönter Film, der unter Einsatz raffinierter Technik die erstaunlichsten Bestäubungstricks zeigte. Beide Filme liefen im Kinobeiprogramm.
Ab 1970 widmete sich Bergmann zunehmend ökologischen Themen. Das von der Volkskammer der DDR verabschiedete Landeskulturgesetz eröffnete neue Möglichkeiten für das Hinterfragen des Umgangs mit der Natur. Die große Niederung (1971) zeigt den Kampf von Naturschützern um einen Rastplatz von Wasservögeln an der Unteren Havel. Der 1972 entstandene Film Die verbotenen Inseln erzählt von den Brutgebieten von Seevögeln auf den Inseln Barther Oie und Kirr im Barther Bodden, die durch zu starke Beweidung bedroht waren. Bergmann erreichte mit seinem Film, dass die Art der Bewirtschaftung der Inseln geändert wurde. 15 Jahre lang arbeiteten Siegfried Bergmann mit seiner Frau Christine, die an vielen seiner Filme beteiligt war, jeweils von April bis Mai/Anfang Juni als ehrenamtliche Vogelwarte auf diesen Inseln. Insgesamt drehte er 12 ornithologische Filme, von denen viele auf nationalen und internationalen Filmfestivals prämiert wurden. Das gilt auch für Komm, Trappi, komm!, der 1985 beim 4. Nationalen Festival für Kinderfilme der DDR Goldener Spatz den Ehrenpreis der Jury des jungen Publikums gewann. Beschrieben wird die Arbeit der Naturschutzstation Buckow im Bezirk Potsdam, wo der Versuch unternommen wird, den durch extensive Landwirtschaft rückläufigen Trend der Bestandszahlen der Großtrappe durch Handaufzucht umzukehren. In Augen der Landschaft (1984) geht es um den Erhalt eiszeitlicher Sölle, in Grüne Brücken (1987) um Gehölzstreifen in der Flur, die wildlebenden Tieren als Korridore dienen. In Zusammenarbeit mit Michael Succow drehten die Bergmanns in der Wendezeit drei Filme über die ökologische Bedeutung der Moore (Geschundenes Moor, Ein Moor ohne Wasser stirbt und Geschundene Moore).
1991 entstand unter Nutzung vorhandenen Materials der Film Brandenburger Landschaften – bedroht und umsorgt und ein Jahr später Vogelleben im Nationalpark Vorpommersche Boddenlandschaft – Die Inseln Barther Oie und Kirr. Die nächsten Filme wurden in Zusammenarbeit mit der Redaktion OZON gedreht. Nach Biber in der Mark (1993) griff Bergmann noch einmal das Thema Balz, Gefährdung, Aufzucht und Auswilderung der Großtrappe auf (Der märkische Strauß, 1994). Den Film Moorochsen und Orchideen drehte er auf dem ehemaligen Truppenübungsplatz Döberitz (heute Naturschutzgebiet Döberitzer Heide). Verbotene Wildnis – Die verlorenen Wunder der Tagebaulandschaften (1998) zeigt das Wiedererwachen der Natur nach der Stilllegung vieler Tagebaue im Osten Deutschlands. Es geht auch um den Streit von Bergbausanierern und Naturschützern über das örtliche Zulassen von Wildnis in den durch den Kohleabbau entstandenen Sandwüsten.
Anders als viele andere Naturfilmer hat sich Siegfried Bergmann nie mit exotischen Tieren und Pflanzen in fernen Ländern befasst. Für ihn war auch spektakulär, was er in der Natur Mecklenburg-Vorpommerns und Brandenburgs beobachtete. Bleibende Verdienste erwarb er sich mit seinen Dokumentarfilmen über die heimische Flora und Fauna, über deren Gefährdung und über das Bemühen um ihren Schutz, ihre Pflege und Erhaltung.
Neben der Arbeit an seinen eigenen Filmprojekten wirkte Bergmann als Kameramann für einige Folgen der Reihe Wunder der Erde mit. Vor allem als Standfotograf war er an der Produktion von Spielfilmen wie Blumen für den Mann im Mond, Die Insel der Silberreiher und Weiße Wolke Carolin  beteiligt.

## Auszeichnungen (Auswahl)
- 2000: Bruno H. Schubert-Preis für Verbotene Wildnis – Die verlorenen Wunder der Tagebaulandschaften (mit Heiderose Häsler)[6]
- 2003: UmweltMedienpreis in der Kategorie Lebenswerk (gemeinsam mit Christine Bergmann)[7]
- 2012: Deutscher NaturfilmPreis für sein Lebenswerk

## Filmografie (Auswahl)
- 1961: Schülerübungen in Biologie
- 1962: Hydra – Sage und Wirklichkeit
- 1962: Ein Tropfen Wasser
- 1964: Biologie von Hypoderma bovis
- 1966: Geheimnisse unter der Eischale?
- 1967: Blüte und Insekt
- 1970: Teilautomatisierte Milchgewinnung im Melkkarussell
- 1971: Die große Niederung
- 1972: Die verbotenen Inseln
- 1982: Komm, Trappi, komm!
- 1984: Augen der Landschaft
- 1984: Der Krötenzaun
- 1985: Mit Naturschutzhelfern unterwegs
- 1986: Von Rägelin nach Neuruppin
- 1987: Grüne Brücken
- 1989: Das fremde Ei im Möwennest
- 1989: Motivationen und Mechanismen des Fortpflanzungsverhaltens der Lachmöwe
- 1990: Wege eines Tierfilmers
- 1990: Geschundenes Moor
- 1990: Ein Moor ohne Wasser stirbt
- 1991: Geschundene Moore
- 1991: Brandenburger Landschaften – bedroht und umsorgt
- 1992: Vogelleben im Nationalpark Vorpommersche Boddenlandschaft – Die Inseln Barther Oie und Kirr
- 1993: Biber in der Mark
- 1994: Der märkische Strauß
- 1998: Moorochsen und Orchideen
- 1998: Verbotene Wildnis – Die verlorenen Wunder der Tagebaulandschaften
- 2000: Wunderwelt nach der Kohle
- 2003: Landschaften für die Enkel – Eine Odertalreise mit Michael Succow
- 2006: Berliner Pflanzen. Das wilde Grün der Großstadt